# Wilhelm Kopf
Wilhelm Johann Kopf (bis 17. Januar 1936 mit dem Nachnamen Kalbskopf; * 2. Juli 1909 in Schwarzenbach am Wald; † 5. April 2001 in Bad Steben) war ein deutscher Botschafter.

## Leben

### Herkunft und Studium
Der Sohn des Oberpostmeisters Johann Kalbskopf und dessen Ehefrau Anna, geb. Schmidt, besuchte die Oberrealschule in Bayreuth, wo er im März 1929 die Abiturprüfung ablegte. Von 1929 bis 1932 absolvierte er an den Universitäten München und Universität Erlangen ein Studium der Geschichte, Germanistik und Geographie und promovierte mit einer Studie zur Bündnispolitik der europäischen Großmächte vor dem Weltkrieg zum Dr. phil. Während seines Studiums wurde er Mitglied des AGV München. Vor 1933 gehörte er der Bayerischen Volkspartei an.

### Zeit des Nationalsozialismus
Im Mai 1933 legte Kalbskopf das 1. Staatsexamen, im Mai 1934 im bayerischen Schuldienst das 2. Staatsexamen für das höhere Lehramt ab. Anschließend war er bis Mai 1935 wissenschaftlicher Assistent an der Universität Erlangen und ab Januar 1936 am Galataray-Lyzeum in Istanbul tätig. Seinen Nachnamen ließ er im Januar 1936 von Kalbskopf auf Kopf ändern.
Zwischen 1933 und 1935 war Kopf Mitglied der SA. Am 26. Oktober 1937 beantragte er die Aufnahme in die NSDAP und wurde zum 1. Januar 1938 aufgenommen (Mitgliedsnummer 5.505.499).
Kopfs Dienstantritt als Wissenschaftlicher Hilfsarbeiter in der Informationsabteilung des Auswärtigen Amtes unter Joachim von Ribbentrop datiert das Biographisches Handbuch des deutschen Auswärtigen Dienstes auf den 16. Oktober 1940. Ab dem 26. November 1940 wird er dort als Studienrat geführt. Von März bis April 1941 war er in der Gesandtschaft Sofia für die „Bearbeitung von Zensurfragen“ zuständig, ehe er am 26. April 1941 seinen Dienst in der Nachrichten- und Presseabteilung des Auswärtigen Amtes (AA) unter dessen Abteilungsleiter Paul Karl Schmidt aufnahm und ab dem 6. Mai 1941 beim Vertreter des AA bei der Abteilung für Wehrmachtpropaganda des Oberkommandos der Wehrmacht arbeitete. Ab Februar 1942 war Kopf „Ausbilder in der Aserbaidschanischen Legion“. Am 1. Februar 1944 kehrte er in die Nachrichten- und Presseabteilung des AA zurück und war in dessen Referat VIIa/Orient tätig. Im Juni 1944 trat er an der Botschaft Ankara seinen Dienst zur „Bearbeitung von Presseangelegenheiten“ an. Diese Aufgabe nahm er bis zum Abbruch der diplomatischen Beziehungen am 2. August 1944 wahr und geriet von September 1944 bis April 1945 in türkische Internierung.

### Ab 1945: Tätigkeit für das Land Bayern
Ab Oktober 1945 war Wilhelm Kopf wieder im bayerischen Schuldienst tätig. Im September 1946 wechselte er als Referent in die Universitätsverwaltung München. Von dort aus gelangte er im Juni 1948 zur Bayerischen Staatskanzlei, wo er November 1949 die Behördenstufe eines Regierungsrates erreichte. Ab 1950 war er Bayerischer Bevollmächtigter beim Bund.

### Wiedereintritt in den Auswärtigen Dienst 1952
Im Juni 1952 trat Kopf zunächst per Abordnung wieder in den Auswärtigen Dienst der Bundesrepublik Deutschland ein. Er nahm im Oktober 1952 die „Geschäfte des Gesandtschaftsrats“ an der Botschaft in Karatschi (Pakistan) wahr. Im März 1954 wurde er zum Gesandtschaftsrat I. Klasse ernannt. Von Januar 1955 bis Juni 1957 war er Geschäftsträger der Bundesrepublik Deutschland in Rangun (Myanmar). Von 1957 bis März 1960 wurde er als Legationsrat I. Klasse in verschiedenen Abteilungen des Auswärtigen Amtes beschäftigt: zunächst im Referat Wissenschaft/Hochschulwesen der Kulturabteilung, ab März 1958 im Referat für deutsche Ostfragen der Ostabteilung, ab August 1958 im Referat Nato und Verteidigung der Abteilung West II und von Mai 1959 bis März 1960 im Referat Repatriierung, Heimatlose, Ausländer, Flüchtlinge der Abteilung Ost.

### Botschafter (1960–1974): Somalia, Saudi-Arabien, Vietnam, Uganda
Im April 1960 übernahm Kopf die Leitung des neu eingerichteten Konsulats in Mogadischu (Somalia) und trug die Amtsbezeichnung Konsul I. Klasse. Nach der Umwandlung der Gesandtschaft in eine Botschaft im Juli 1963 wurde er zum Botschafter ernannt und blieb dies dort bis 1963, ehe er von November 1963 bis Juli 1965 die Geschäfte des Botschafters in Riad (Saudi-Arabien) übernahm.
Nach Verwendungen im Ministerbüro des Auswärtigen Amtes in Bonn ab Ende Juli 1965 und einer Tätigkeit im „Krisenstab Indien/Pakistan“ der Politischen Abteilung I ab Dezember 1965 war Kopf von 1966 bis 1968 Botschafter in Süd-Vietnam. Am 1. April 1966 traf er in Saigon ein. Er unterzeichnete am 28. Juni 1966 gemeinsam mit dem südvietnamesischen Ministerpräsidenten Nguyễn Cao Kỳ ein Abkommen über einen bundesdeutschen Warenkredit in Höhe von 20 Millionen Deutsche Mark. Von Februar 1969 bis Juni 1970 fungierte Kopf als Generalkonsul in Kalkutta. Zu den vielen diplomatischen Stationen Kopfs schrieb das Nachrichtenmagazin Der Spiegel: „Der im Dienst am Bund weitgereiste Außenminister – gemeint ist Walter Scheel – erinnert sich: ‚Ob ich nach Dschidda, Mogadischu, Saigon oder Kalkutta kam, überall stand Herr Kopf auf dem Flugplatz‘.“
Am 30. Juli 1970 wurde Kopf in den Einstweiligen Ruhestand versetzt. Doch aus diesem wurde er im November 1971 noch einmal als Botschafter berufen, dieses Mal bis 1974 nach Kampala (Uganda).

### Pensionierung und Lebensende
Im Juni 1974 wurde Kopf in den Ruhestand versetzt und widmete sich anschließend einer publizistischen Tätigkeit. Er verstarb 2001 im Alter von 92 Jahren in Bad Steben.

## Schriften
- (als Willy Kalbskopf) Die Außenpolitik der Mittelmächte im Tripoliskrieg und die letzte Dreibunderneuerung 1911–1912. Eine Studie zur Bündnispolitik der europäischen Großmächte vor dem Weltkrieg.  Erlangen 1932 (=Univ. Erlangen, Phil. Diss.)
- Türken. Luken & Luken, Berlin 1943. Gesamttitel: Umgang mit Völkern – Band 3.
- Saudiarabien. Insel der Araber. Seewald, Stuttgart 1982, ISBN 3-512-00648-5
- Erben der Wüste. Saudiarabiens Weg. Olms-Presse, Hildesheim 1991, ISBN 3-487-08297-7